# Людмил Тодоров
Людмил Тодоров Тодоров е български писател, актьор, сценарист и режисьор.

## Биография
Роден е в Горна Оряховица на 12 януари 1955 г. Завършва Английската гимназия „Гео Милев“ в Русе, а през 1982 г. – ВИТИЗ „Кръстьо Сарафов" със специалност кинорежисура в класа на Георги Дюлгеров и Младен Киселов.
Женен е за преводачката и поетеса Златна Костова, заедно с която имат един син – преводача Матей Тодоров.
Умира на 22 ноември 2023 г.

## Филмография
Като режисьор
- „Миграцията на паламуда“ (2012)
- „Шивачки“ (2007)
- „Емигранти“ (2002)
- „Двама мъже извън града“ (1998)
- „Приятелите на Емилия“ (1996)
- „Любовното лято на един льохман“ (1990)
- „Бягащи кучета“ (1989)
- „Цветове в тъмнината“ (1987)

Като сценарист
- Миграцията на паламуда (2012)
- Шивачки (2007)
- Емигранти (2002)
- Двама мъже извън града (1998)
- Приятелите на Емилия (1996)
- Любовното лято на един льохман (1990)
- Бягащи кучета (1989)
- Цветове в тъмнината (1987)

Като актьор
- „Парчета любов“ (1989)
- „Живот до поискване“ (1987) – Операторът
- „Мера според мера“ (1981), 7 епизода – Георги Мучитано касапчето
- „На всеки километър“ (1969 – 1971), 26 епизода

## Награди
- Награда за най-добър филм на Международния фестивал за гей и лесбийски филми, Торино, 1990 за филма Любовното лято на един льохман (1990)
- Награда на ФИПРЕСИ от Филмовия фестивал в Солун, 1997 за филма Приятелите на Емилия (1996)
- Награда за най-добър български филм от Международния филмов фестивал в София, 2003 за филма Емигранти (2002)